# Kosmiczne promieniowanie tła

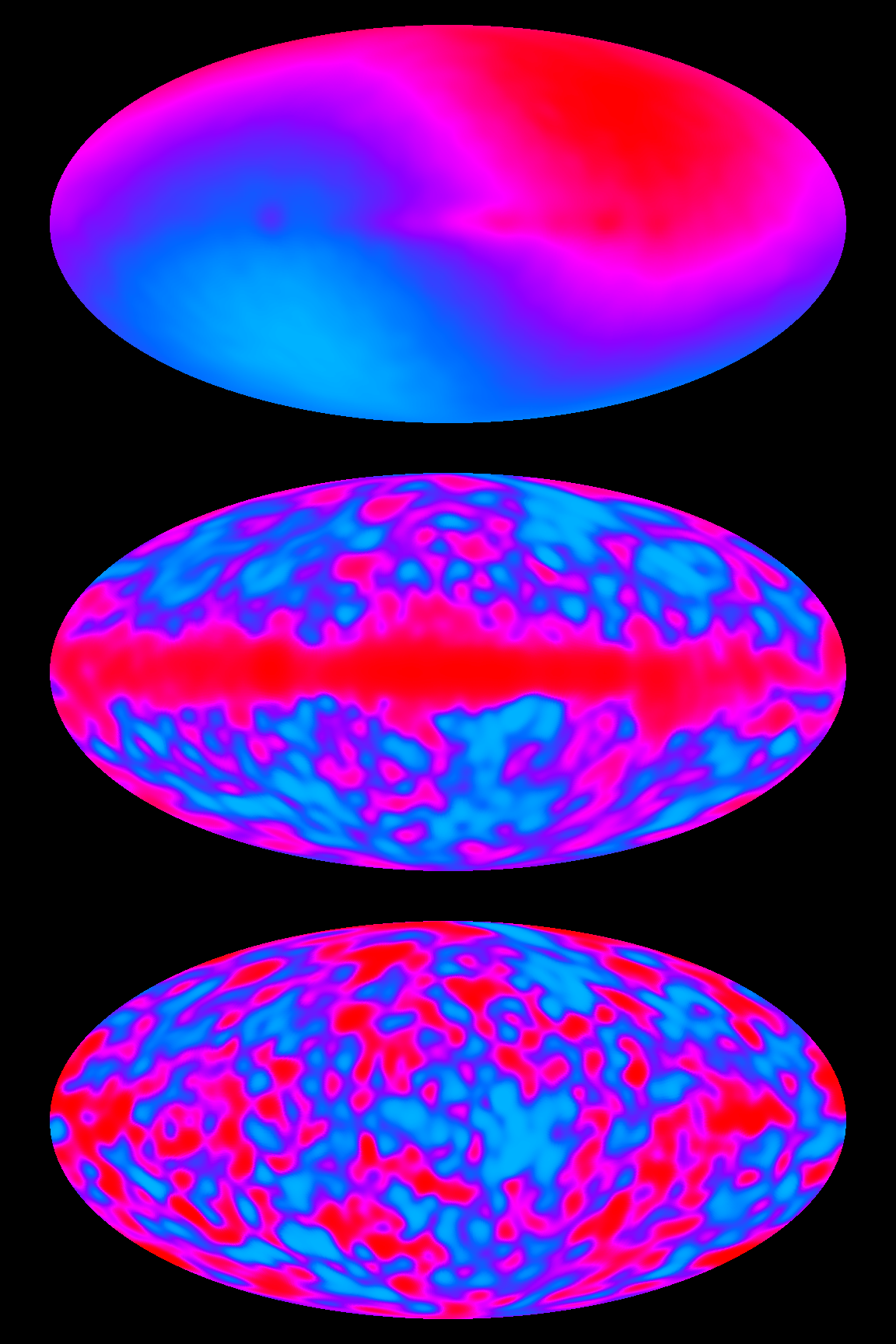
Temperatura widma promieniowania tła kosmicznego określona przez satelitę COBE: nieskorygowana (u góry), skorygowana o człon dipolowy ze względu na naszą osobliwą prędkość (środkową) i skorygowana o wkłady z okresu dipolowego i naszej galaktyki (u dołu).

Kosmiczne promieniowanie tła (ang. cosmic backgroud radiation - CBR) – promieniowanie elektromagnetyczne będące śladem Wielkiego Wybuchu. Pochodzenie tego promieniowania zależy od obserwowanego zakresu widma. Jednym z jego składników jest mikrofalowe promieniowanie tła. Ten składnik to fotony przesunięte ku czerwieni, które zostało wygenerowane w epoce, gdy Wszechświat stał się po raz pierwszy przezroczysty dla promieniowania. Jego odkrycie i szczegółowe obserwacje jego właściwości są uważane za jedną z głównych konformacji (potwierdzeń) tezy Wielkiego Wybuchu. Odkrycie (przypadkowo w 1965 r.) kosmicznego promieniowania tła sugeruje, że wczesny wszechświat był zdominowany przez promieniowanie o wyjątkowo wysokiej temperaturze i ciśnieniu.
Efekt Siuniajewa – Zeldowicza pokazuje zjawisko kosmicznego promieniowania tła oddziałującego z „chmurami elektronowymi” zniekształcającymi widmo promieniowania.
W podczerwieni, promieniach rentgenowskich itp. występuje również promieniowanie tła o różnych przyczynach, które czasami można rozdzielić na pojedyncze źródła. Zobacz mikrofalowe promieniowanie tła (CMB) i rentgenowskie promieniowanie tła. Istnieją także neutrinowe promieniowanie tła (NBR), czy pozagalaktyczne promieniowanie tła EBR (ang. Extragalactic Background Radiation).

## Historia
- 1896: Charles Édouard Guillaume szacował, że „promieniowanie gwiazd” wynosi 5,6 K.[2]
- 1926: Sir Arthur Eddington szacuje, że nietermiczne promieniowanie światła gwiazd w galaktyce ma efektywną temperaturę 3,2 K.
- Lata 30. XX wieku: Erich Regener oblicza, że spektrum nietermiczne promieni kosmicznych w galaktyce ma efektywną temperaturę 2,8 K.
- 1931: Termin mikrofala pojawia się po raz pierwszy w druku: „Podczas prób z falami o długości zaledwie 18 cm, podano jako zaskoczenie, że problem mikrofal został tak szybko rozwiązany. „Dziennik telegraficzny i telefoniczny XVII. 179/1”
- 1938: Laureat Nagrody Nobla (1920) Walther Nernst ponownie szacuje temperaturę promienia kosmicznego na 0,75 K.
- 1946: Termin „mikrofala” został po raz pierwszy użyty w druku w kontekście astronomicznym w artykule Roberta Dicke i Roberta Beringera „Promieniowanie mikrofalowe ze Słońca i Księżyca”.
- 1946: Robert Dicke przewiduje temperaturę promieniowania tła mikrofalowego na 20 K. (ko-ref. Helge Kragh)
- 1946: Robert Dicke przewiduje temperaturę promieniowania tła mikrofalowego na „mniej niż 20 K”, ale później zmieniono na 45 K. (zob.: Stephen G. Brush).
- 1946: George Gamow szacuje temperaturę na 50 K.
- 1948: Ralph Alpher i Robert Herman ponownie szacują oszacowanie Gamowa na 5 K.
- 1949: Ralph Alpher i Robert Herman ponownie oszacowali oszacowanie Gamowa na 28 K.
- Lata 60. XX wieku: Robert Dicke ponownie szacuje temperaturę MBR (mikrofalowe promieniowanie tła) na 40 K. (zob. Helge Kragh).
- 1965: Arno Penzias i Robert Woodrow Wilson mierzą temperaturę około 3 K. Robert Dicke, PJE Peebles, PG Roll i DT Wilkinson interpretują to promieniowanie jako sygnaturę Wielkiego Wybuchu[2].